# Астраханский кремль
Астраханский кремль — крепость в Астрахани, выстроенная на месте первых фортификационных сооружений, появившихся в связи с переносом города в 1557—1558 годах воеводой Иваном Черемисиновым. Располагается на острове, омываемом водами Волги, Кутума и Царёва ерика, на самом высоком его холме — Заячьем бугре. Строительство велось в 1580—1620 годах; строители — Михаил Вельяминов, Дей Губастый (надзирающий за строительством). Изначально крепость с белокаменными стенами, 4 глухими и 3 проездными башнями спускалась по левому берегу Волги почти до набережной, однако уже в конце XVIII — начале XIX века между кремлём и урезом воды уже была коса шириной около 600—700 метров, которая впоследствии была застроена.
Комплекс по большей части сохранился и является целостным ансамблем памятников оборонного зодчества, культовой и гражданской архитектуры; включает 22 объекта XVI — начала XX веков. В 1960 году принят на государственную охрану как памятник истории и архитектуры федерального значения; по состоянию на 2020-е годы входит в качестве филиала в Астраханский музей-заповедник.

## История

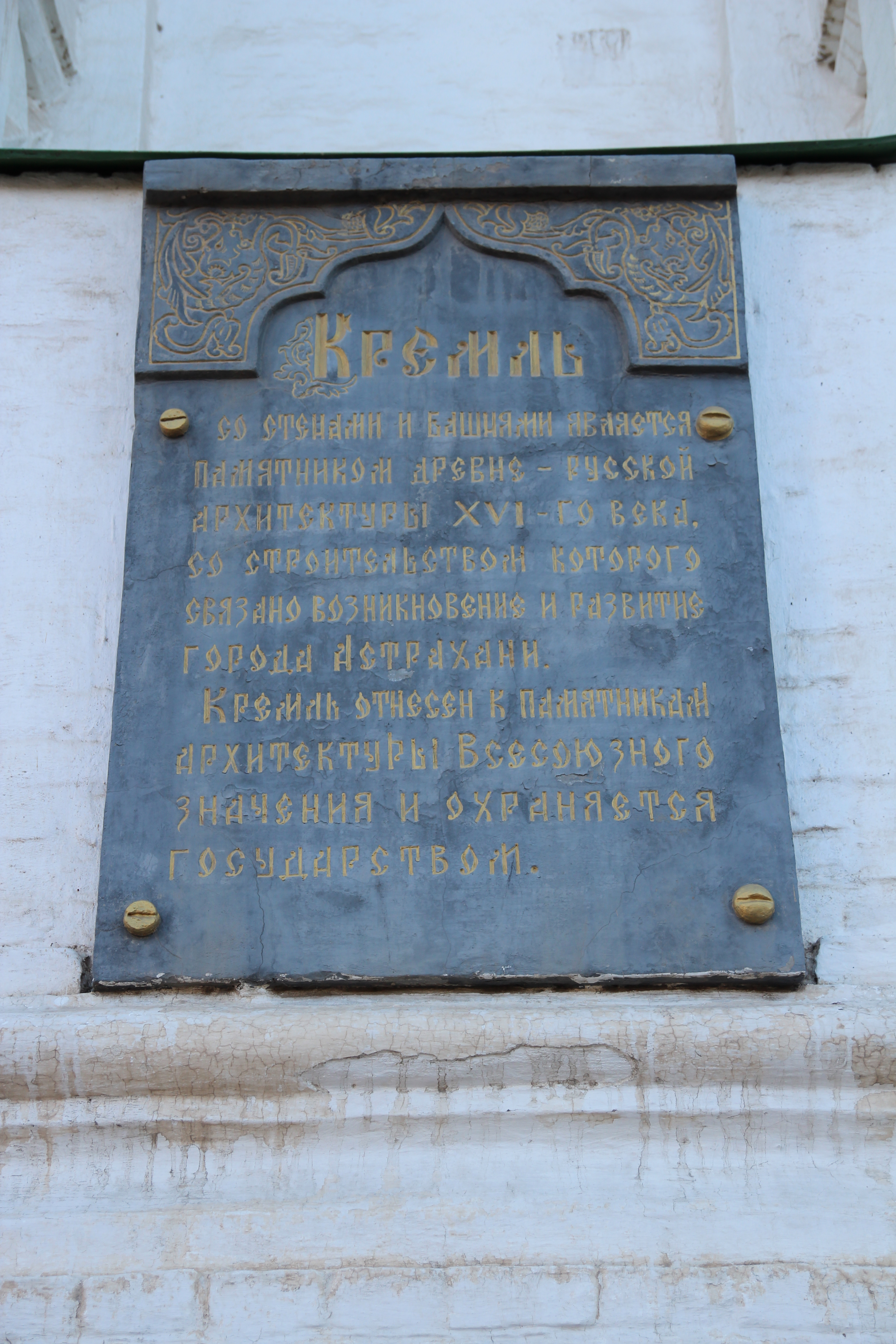
Табличка у входа в Астраханский кремль

Вначале вместо входа на этом месте стояла боевая проездная башня кремля с восточными воротами, ведущими в острог. В народе эти ворота называли Кабацкими, напротив, на углу Большой улицы, стоял питейный дом. В кабаке издавна висела в переднем углу икона Нерукотворного Спаса. По преданию, она была привезена в Астрахань царским воеводой Шемякиным-Пронским и оказалась в Кабацкой избе. Потом икону решено было вынести из кабака и укрепить в нише над главными воротами кремля. Ворота стали именоваться Спасительскими.
В первой половине XVII века в память об изгнании в 1614 году из Астрахани Марины Мнишек и атамана Ивана Заруцкого на главной восточной проездной башне была выстроена надвратная церковь во имя Казанской иконы Божией Матери. С тех пор главные ворота кремля стали называться Пречистенскими по одному из эпитетов Богородицы — Пречистой Девы.
После возведения Успенского собора, в 1710 году на месте этой надвратной церкви была выстроена под руководством зодчего Дорофея Минеевича Мякишева первая соборная колокольня. На ней были установлены не только колокола, но и часы — большая новинка для города.
Высота Пречистенской колокольни была значительная. Но при постройке не учли крепость фундамента. Сооружение стало давать осадку, покрылось трещинами. В 1765 году при губернаторе В. Н. Бекетове колокольня, во избежание падения, была разобрана. Пролом на месте Пречистенских ворот существовал почти полвека — 44 года, до тех пор, пока не нашёлся щедрый астраханский житель, решивший на собственные средства для города построить новую соборную колокольню.
В 1809 году новая колокольня была заложена. Сведения об этом содержит найденная в 1978 году на кремлёвском дворе мраморная плита. На ней имеются тексты на греческом и русском языках. Оба гласят: «Сооружена сия соборная колокольня на каменным зданием по усердию и иждивением астраханского жителя господина надворного советника и кавалера Ивана Андреевича Варвация, родом грека с острова Псара, что в архипелаге на Эгейском море…». Варваций заказал проект колокольни известному в то время в России санкт-петербургскому архитектору Луиджи Руска. В 1813 году строительство колокольни было завершено. Выстроенная в стиле позднего классицизма вторая соборная колокольня отличалась соразмерностью и изяществом пропорций, строгостью силуэта и торжественностью. Ещё при Варвации к колокольне была пристроена часовня в честь иконы Нерукотворного Спаса.
Однако в 1896 году колокольня заставила обратить на себя внимание многих горожан. Даже на глаз стало видно, что она имеет наклон в сторону Московской (Екатерининской) улицы. Долгое время колокольня находилась в наклонном положении и была так же знаменита в Астрахани, как Пизанская башня в Европе. Предприимчивые астраханские фотографы даже стали печатать открытки с её изображением и надписью: «Падающая колокольня Астраханского кафедрального собора».
Варвациевская колокольня простояла около 100 лет и прекрасно вписывалась в ансамбль Астраханского кремля, подчёркивая изумительную величавость Успенского собора.
Все же она была разобрана, и на её месте в 1910 году появилась ещё более грандиозная, богато декорированная, четырёхъярусная колокольня, сооружённая по проекту астраханского епархиального архитектора С. И. Карягина.
Стилизованная в духе классических и древнерусских архитектурных традиций, последняя кремлёвская колокольня очень впечатляет своим декоративным убранством и является неотъемлемой частью архитектурного ансамбля города. Она намного выше предшествующих ей колоколен и такая тяжёлая, что сразу же дала просадку грунта.
В 1910 году фабрика часов Ф. Винтера (Санкт-Петербург) уведомила городскую управу о своей готовности соорудить башенные электрические часы. В 1912 году на колокольне появились часы с электромотором, с четырьмя стеклянными циферблатами, с механизмами и плоским колоколом для боя, выпущенные на фабрике Ф. Винтера. В настоящее время куранты два раза в день, в 12 и в 18 часов, играют мелодию «Славься» М. И. Глинки. Кроме того, отбивают каждую четверть часа и каждый час.
В 30-е годы всё собрание колоколов было конфисковано как цветной металл в пользу государства. Был отправлен в переплавку и украшавший колокольню крест.
В 1990 на колокольню Успенского кафедрального собора водрузили с помощью вертолёта 7-метровый крест, а в 1992 соборная Пречистенская колокольня была возвращена Астраханской епархии.

## Объекты Астраханского кремля

### Кафедральный собор Успения Пресвятой Богородицы (1698—1710)
Лобное место (1710-11 гг.)

### Собор монастыря Троицы Живоначальной (1602—1605, с 2016 года ведутся реставрационные работы)
12 июня 2022 года в соборе состоялось первое богослужение более чем за 100 лет.

### Житная башня (1582—1589)
Архиерейская башня (1582—1589, снесена из-за ветхости в 1812—1813, перестроена)

### Духовная консистория. (1622—1624)
Архиерейский дом с домовой церковью (1622, надстроен в 1712, 1824 и 1835, реконструирован в 2016—2018, работы по реконструкции продолжаются)

## План Астраханского кремля

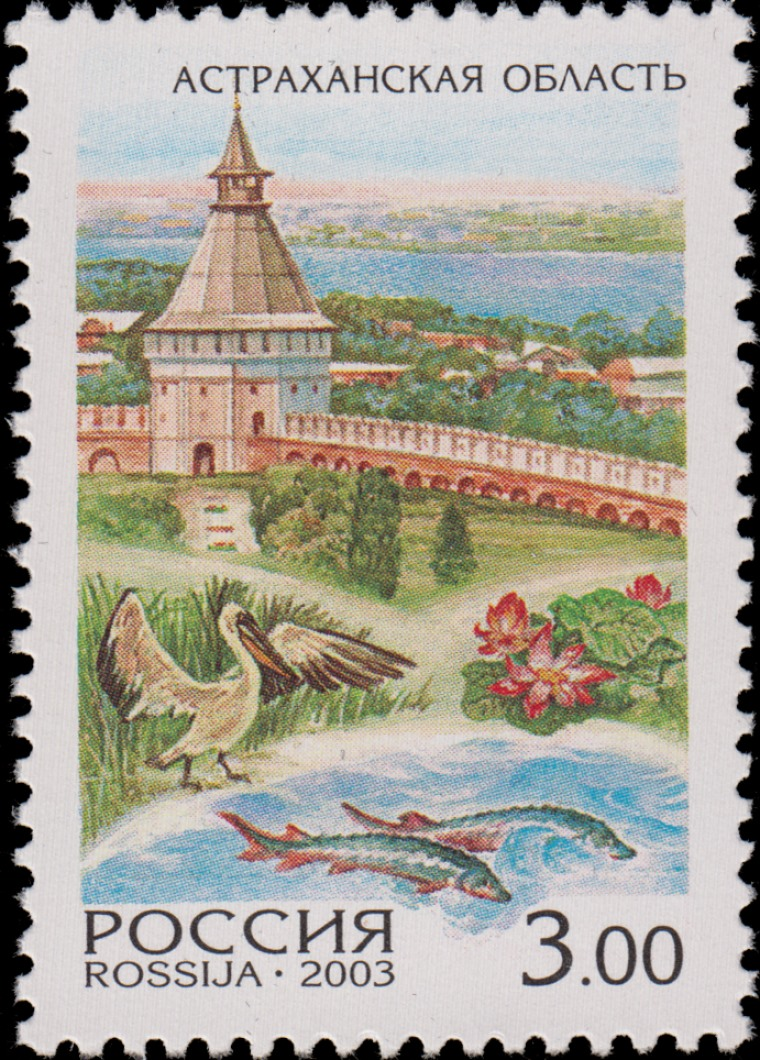
Астраханский кремль на почтовой марке 2003 года

Современное расположение историко-архитектурных строений, расположенных на территории культурно-исторического памятника федерального значения «Астраханский кремль»:
1. Стены и башни Астраханского кремля. 1582—1589 гг. Архитекторы М. Вельяминов, Дей Губастый и Фёдор Конь.
2. Соборная колокольня с Пречистенскими воротами. 1908—1912 гг. Архитектор С. И. Карягин.
3. Архиерейская башня, перестроена в 1813 году при разборке стен Житного двора из-за ветхости и аварийности. Прежние формы не сохранились.
4. Житная башня, 1582—1589 гг. В башне расположен музей.
5. Крымская башня, 1582—1589 гг. Планируется создание в башне музея, ведутся ремонтные работы.  Астраханский кремль — серебряная памятная монета Банка России, 2008 г.

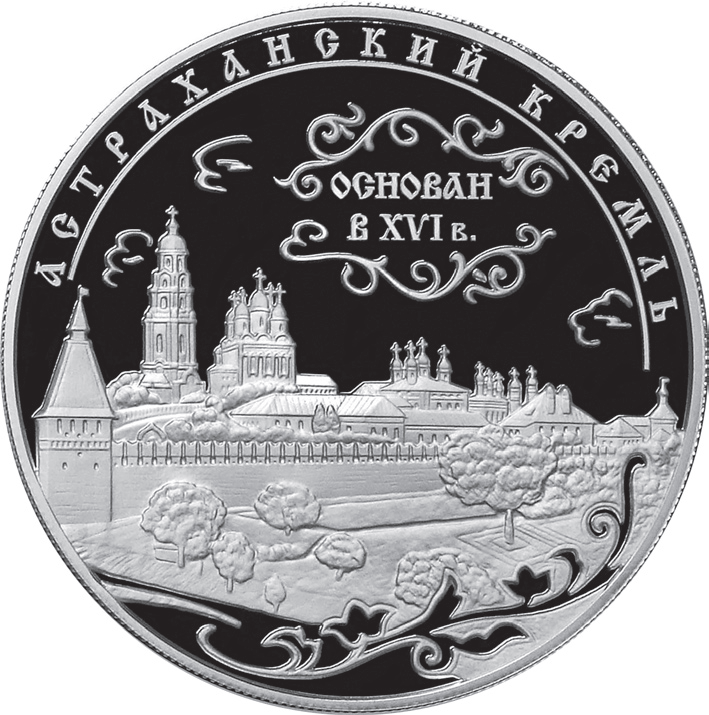
Астраханский кремль — серебряная памятная монета Банка России, 2008 г.

6. Башня «Красные ворота». В настоящее время в башне действует выставка «Кремль — образец крепости XVI века. Лабиринт, смотровая площадка», восстановлена в 1962 году.
7. Водяные ворота, восстановлены в 1977 году.
8. Никольская надвратная церковь (Никольские ворота), 1729—1738 гг.
9. Артиллерийская (Пыточная) башня и Артиллерийский (Зелейный) двор. 1582—1589 гг. В настоящее время здесь находится музей под этим же названием.
10. Кафедральный собор Успения Богородицы. Построен первоначально деревянным в 1560 году. Строительство современного храма начато в 1698 году и закончено в 1710 году архитектором Д. М. Мякишевым.
11. Лобное место, 1711 г.
12. Троицкий собор с церквями Сретения Господня и Введения во храм Пресвятой Богородицы, палаты Троицкого монастыря, 1593—1603, 1696—1700, 1799 гг., начало XIX века, ведётся реконструкция и реставрация с 2015 года по настоящее время, начато восстановление внутреннего убранства собора и Трапезных палат. В октябре 2018 года начата замена кровли на Трапезных палатах.
13. Кирилловская часовня, 1677 г., перестроена в 1802 г. Построена над могилой первого игумена Троицкого монастыря Кирилла.
14. Архиерейские (Митрополичьи) палаты и церковь Спаса Нерукотворного (Архиерейский дом), 1677, 1709, 1799, 1814 г., практически полностью восстановлены и реконструированы в июне — июле 2018 года.
15. Астраханский Судный духовный приказ (консистория), 1667, 1778, 1799, полностью восстановлен в ноябре — декабре 2017 года (начало восстановления — декабрь 2010 года).
16. Дом духовенства, 1874 г. В настоящее время в здании расположена православная гимназия.
17. Офицерские квартиры, 1805 г.
18. Солдатские казармы, 1805 г. В настоящее время здесь находится училище культуры.
19. Гауптвахта, 1807 г. Отреставрирована в 2015—2016 гг., в здании — музей.
20. Административный корпус, 2—я половина XIX века. В здании расположено войсковое правление Астраханским казачьим войском.
21. Солдатская казарма, XIX века. В настоящее время здесь находится этнографический музей. Реконструирована в 2016—2017 гг.
22. Артиллерийский магазин (цейхгауз), 2—я половина XIX века. Восстановлен полностью в 2016 году, в здании — выставочный зал и музей.
23. Памятник-обелиск на могиле начальника астраханского гарнизона П. П. Чугунова и участников Гражданской войны Ф. А. Трофимова, И. Е. Денисова. Установлен в 1926 г., разрушен в 2009 г.
24. Домик реставраторов, 1970-е годы. Имеется предположение, что сам домик построен раньше начала XX века и он являлся частью солдатского лазарета, расположенного у северной стены. Лазарет был построен в 1765—1770 гг., снесён в ходе реставрационных работ в 1955—1962 гг.

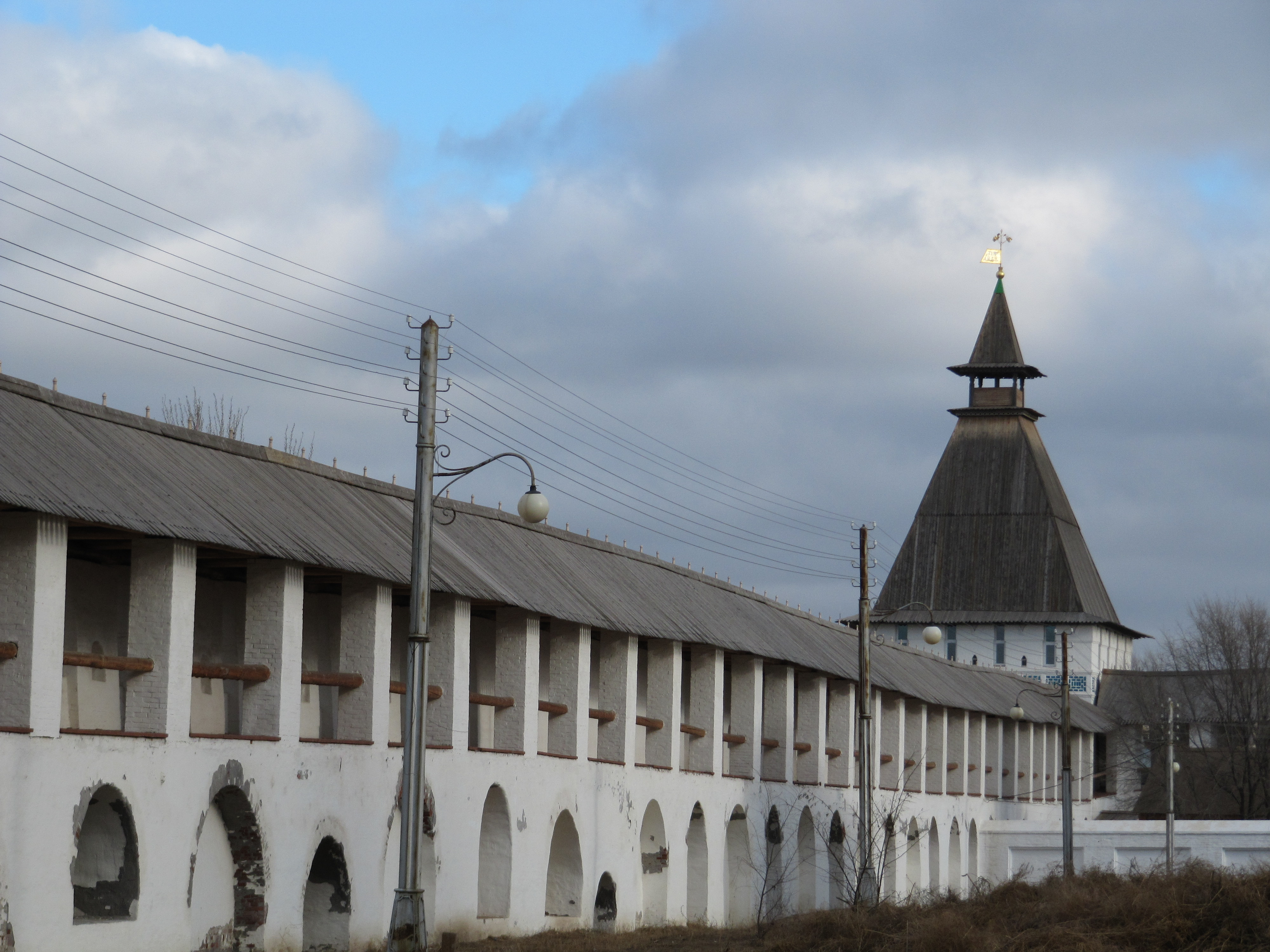
1. Стены и башни Астраханского кремля
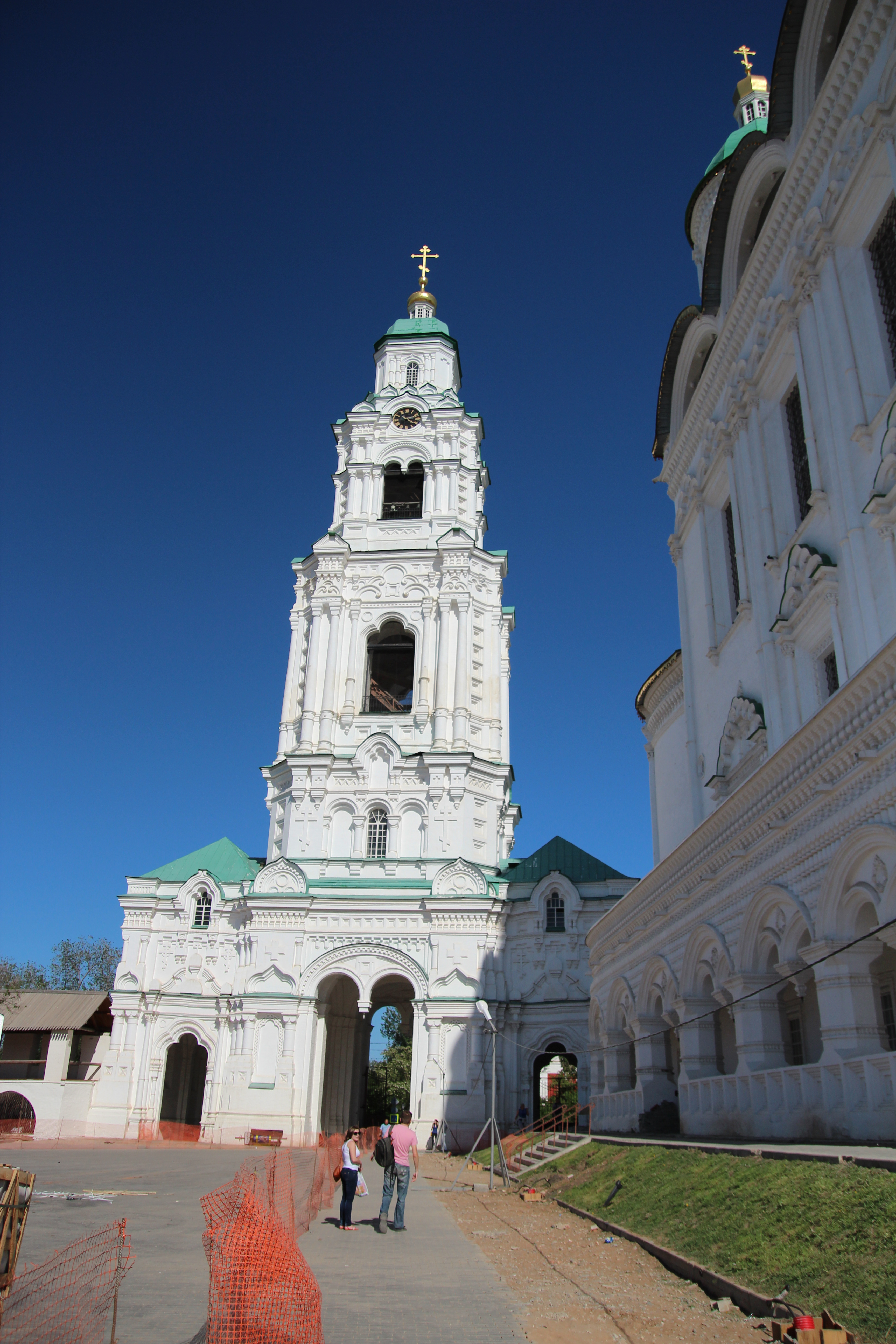
2. Пречистенские ворота с надвратной соборной колокольней
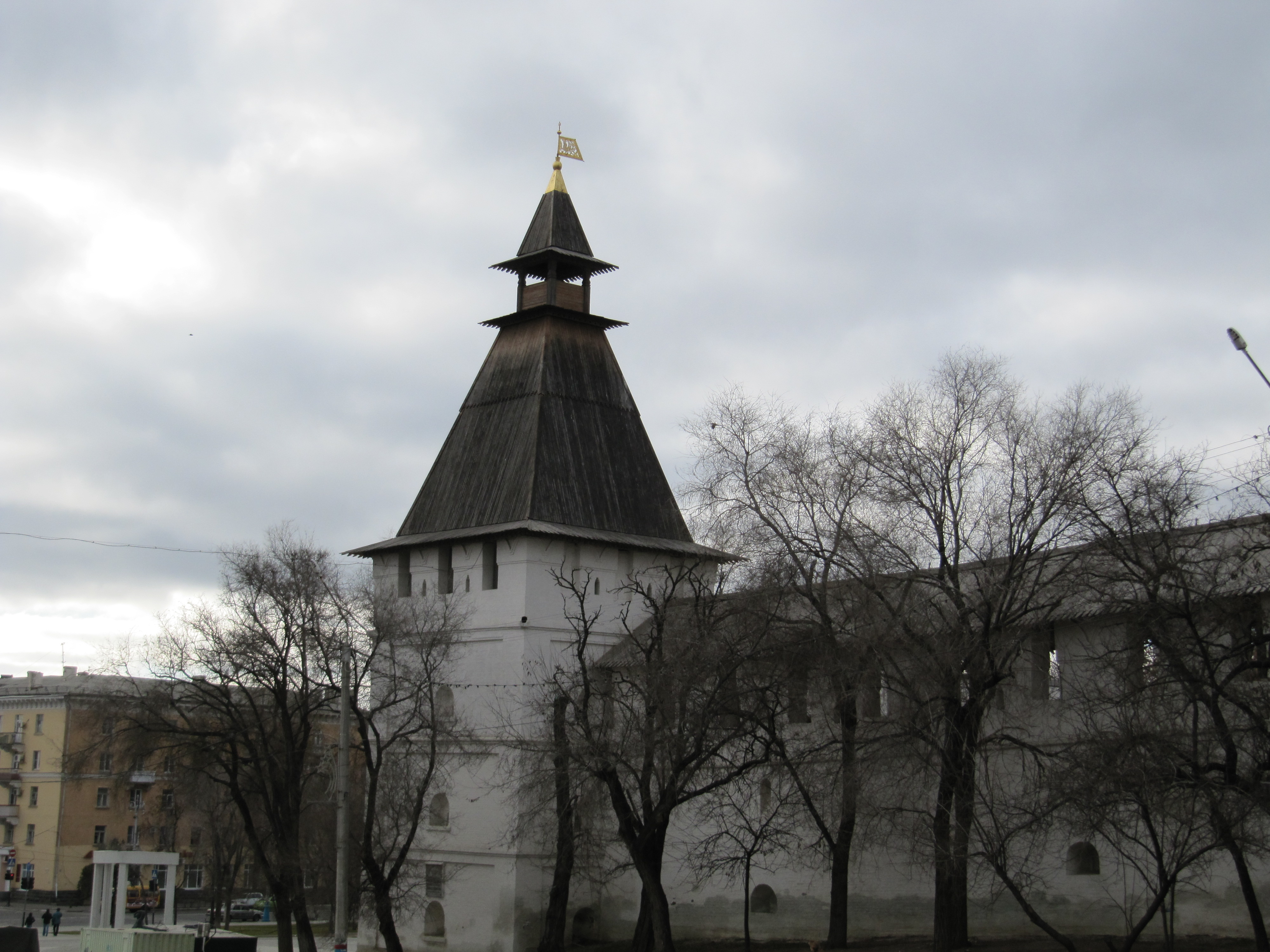
3. Архиерейская башня
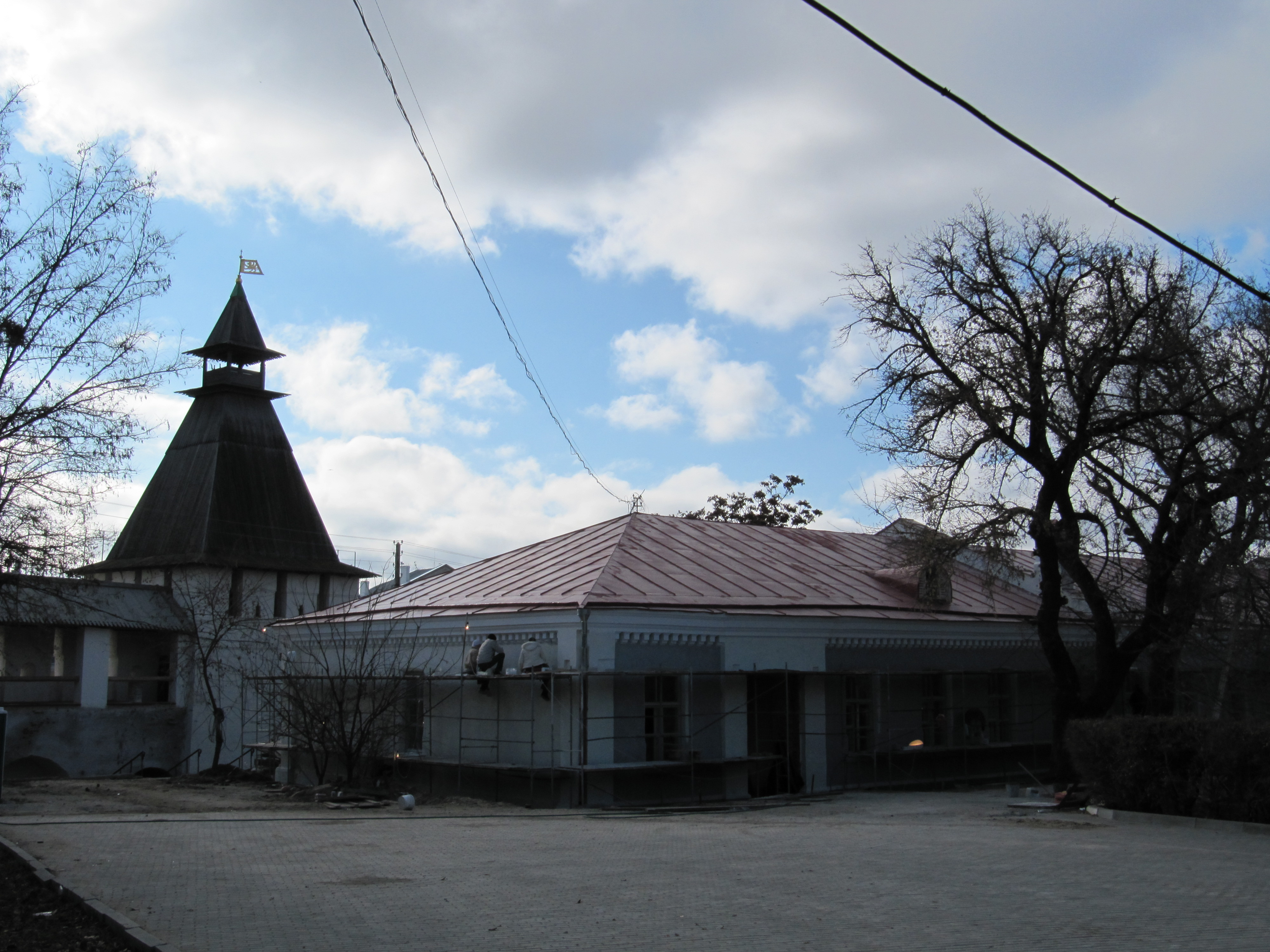
4. Житная башня
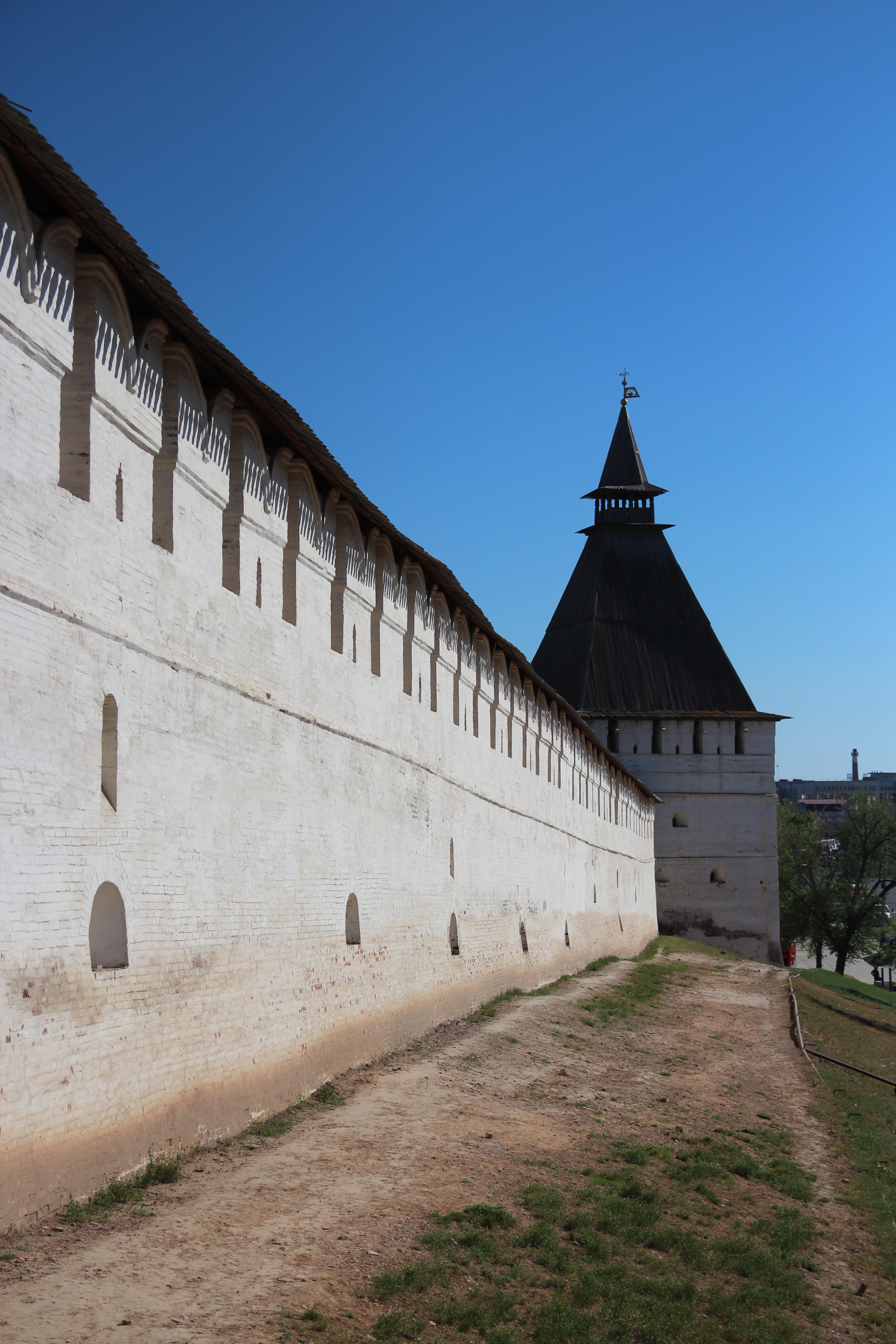
5. Крымская башня
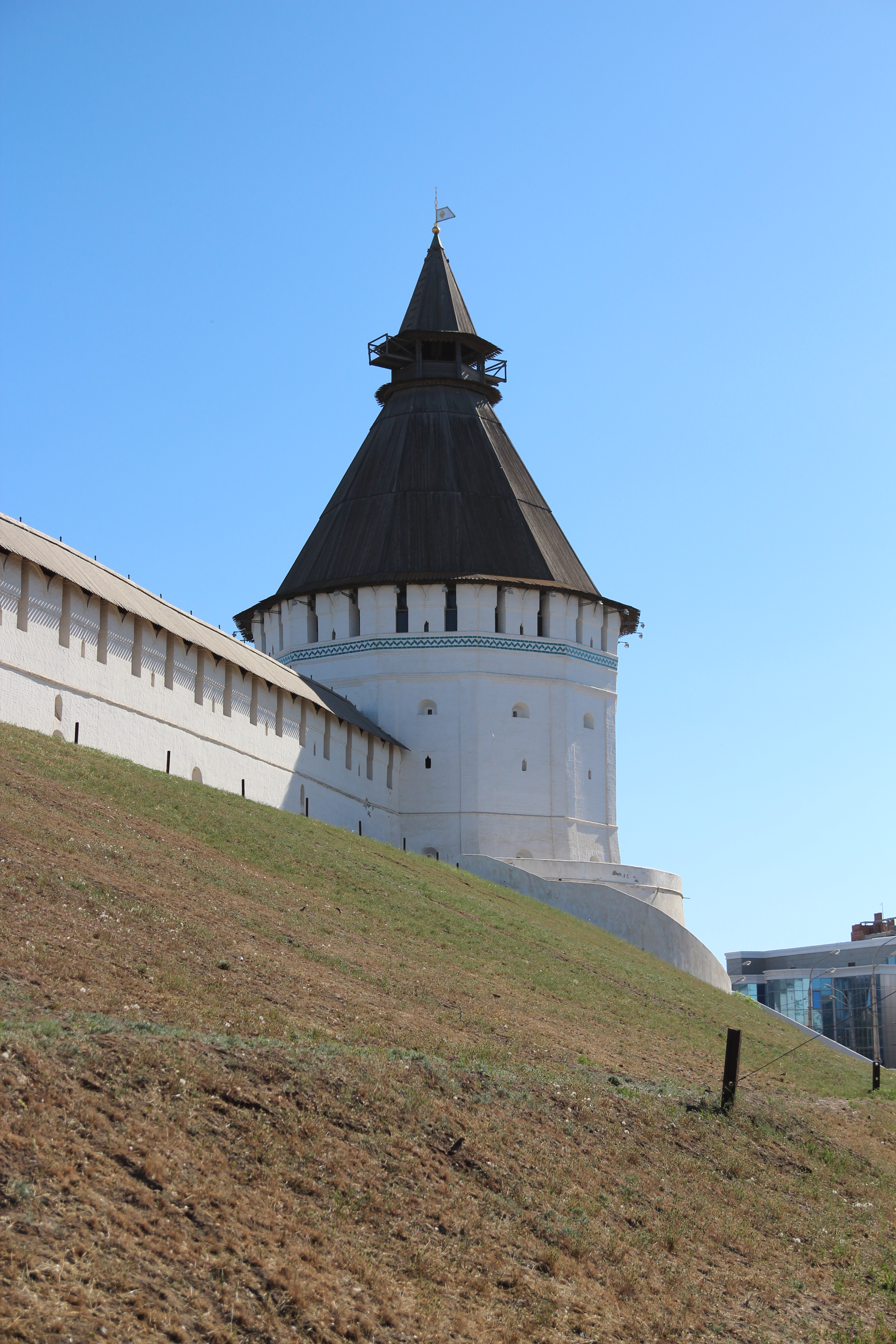
6. Башня «Красные ворота»
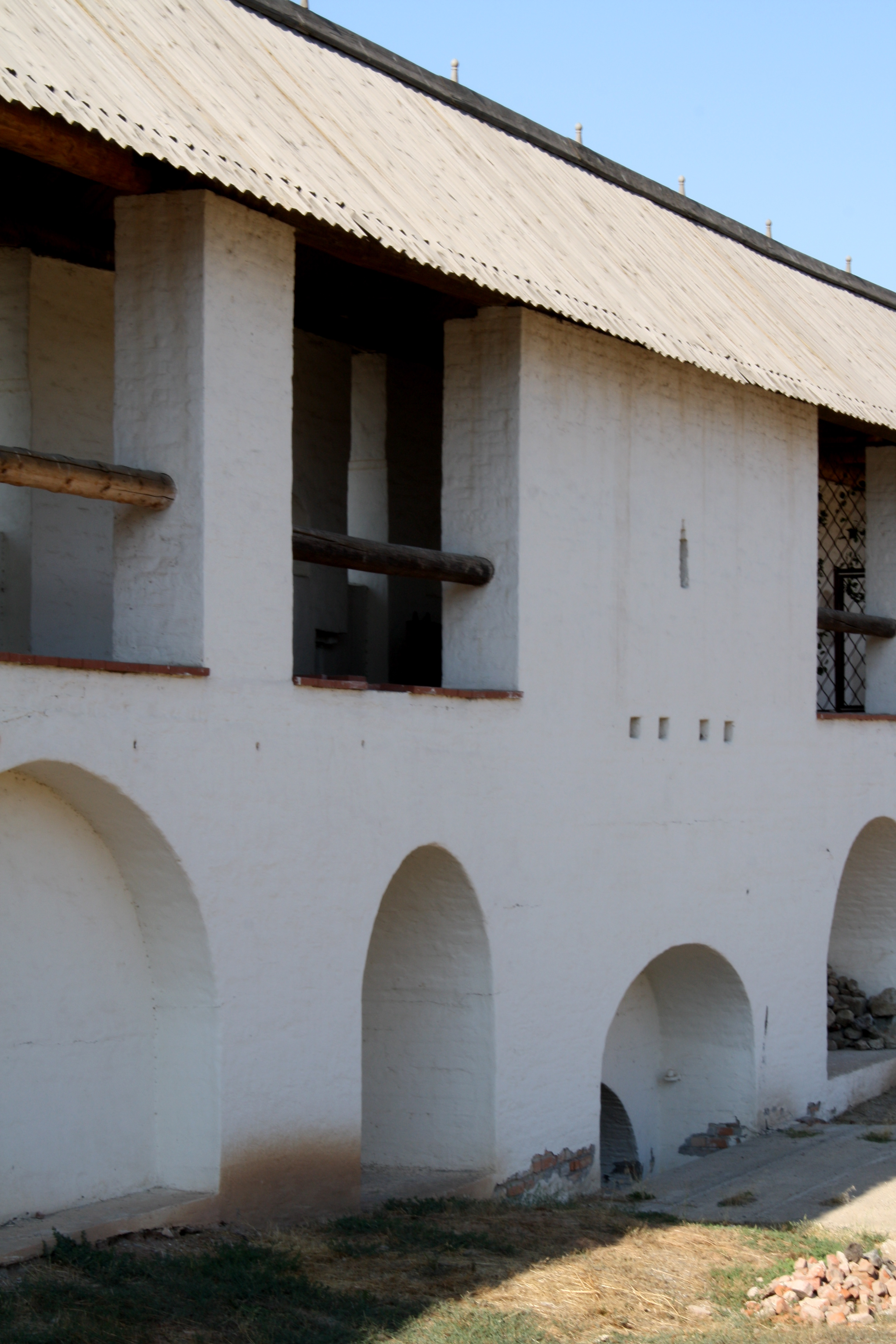
7. Водяные ворота
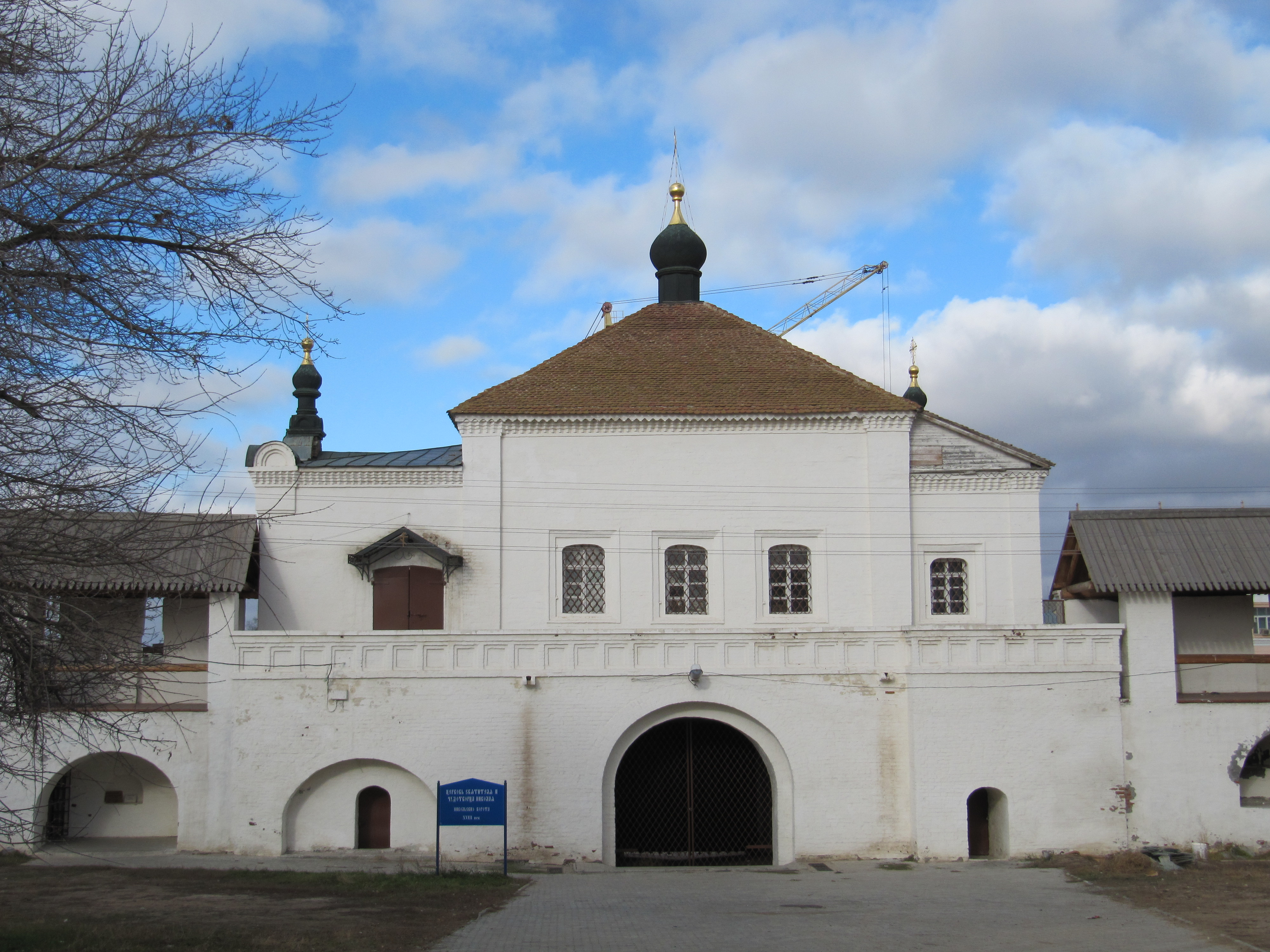
8. Никольский надвратный храм
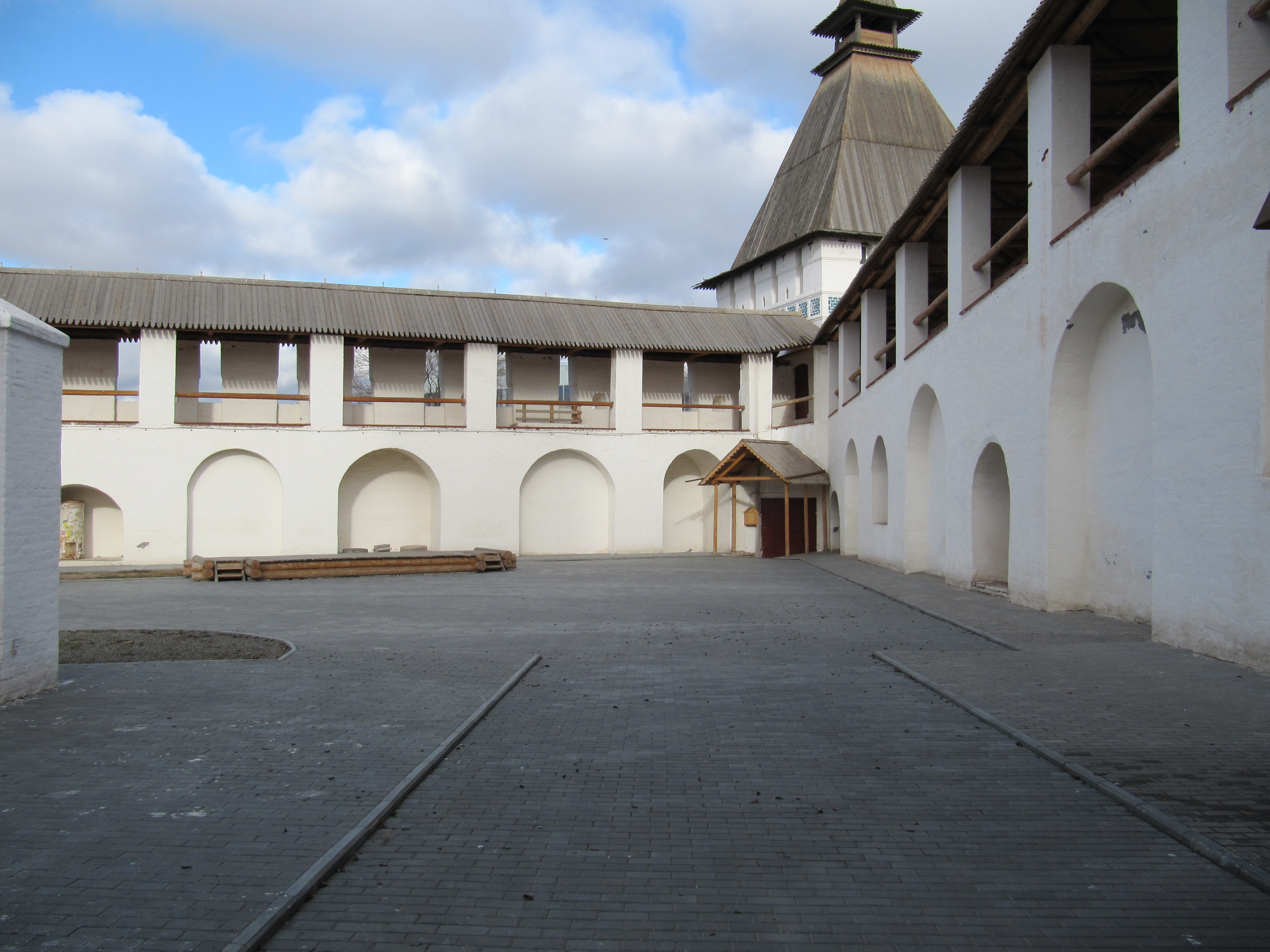
9. Артиллерийская (Пыточная) башня и Артиллерийский (Зелейный) двор
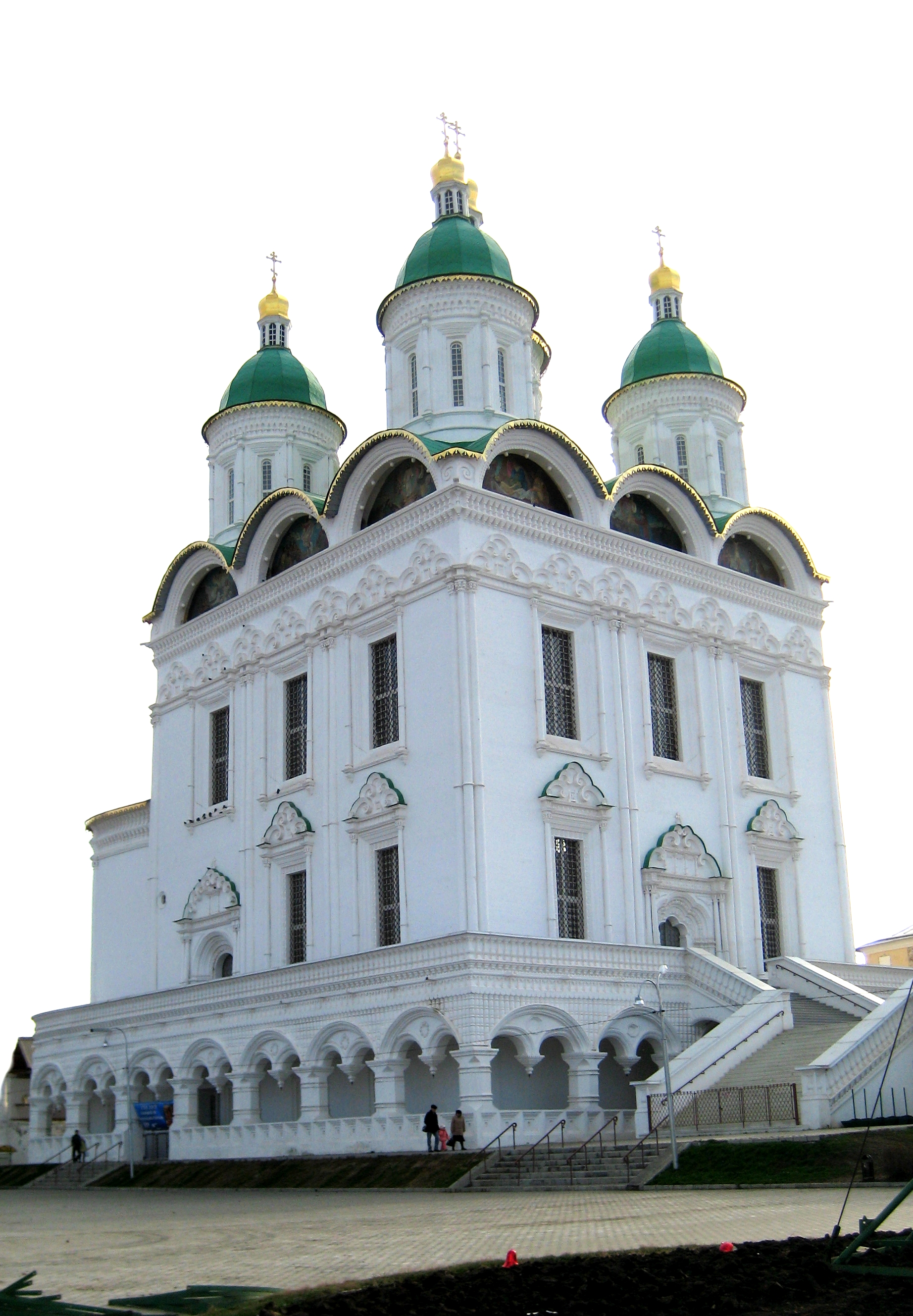
10. Кафедральный собор Успения Богородицы
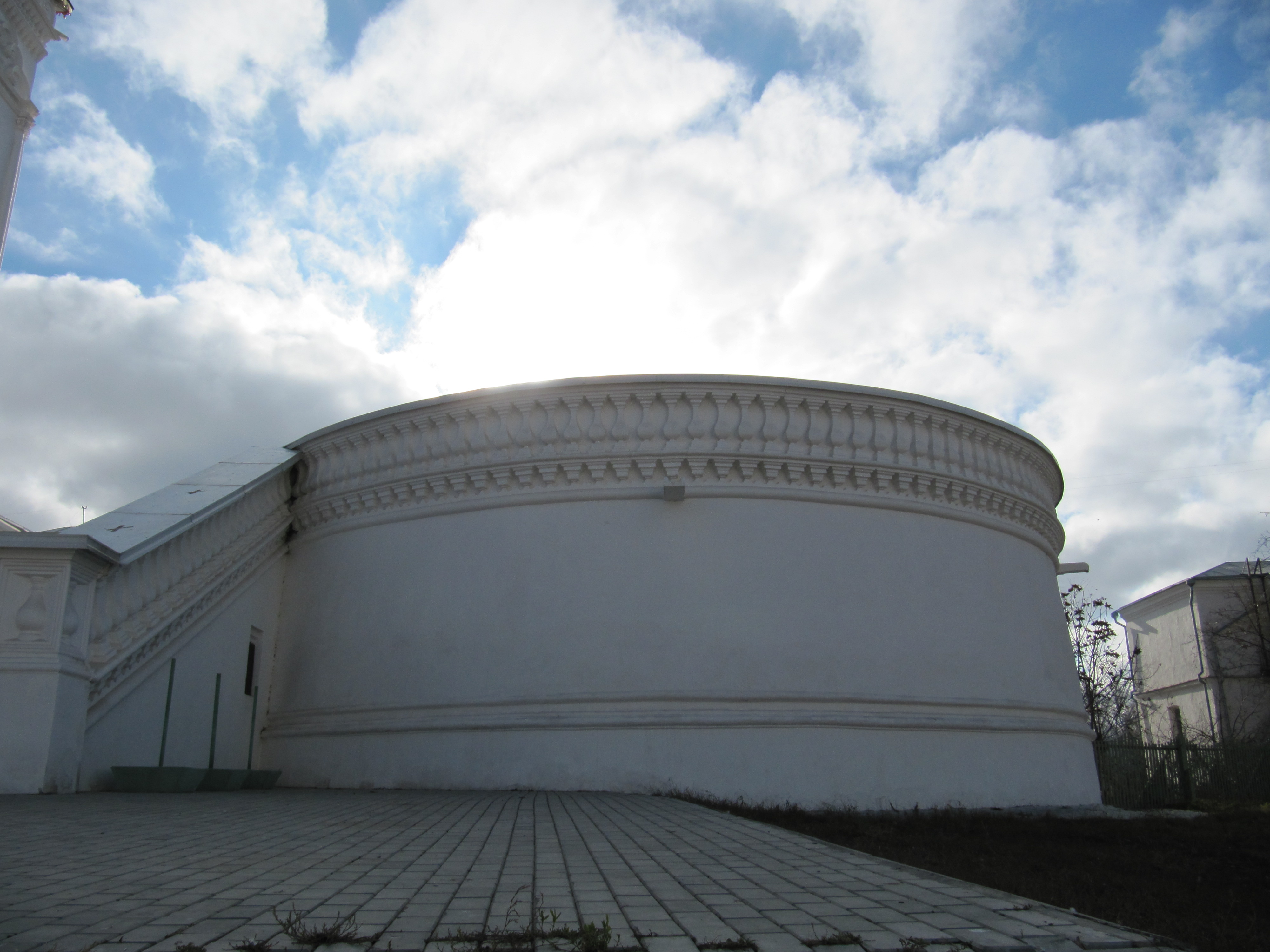
11. Лобное место
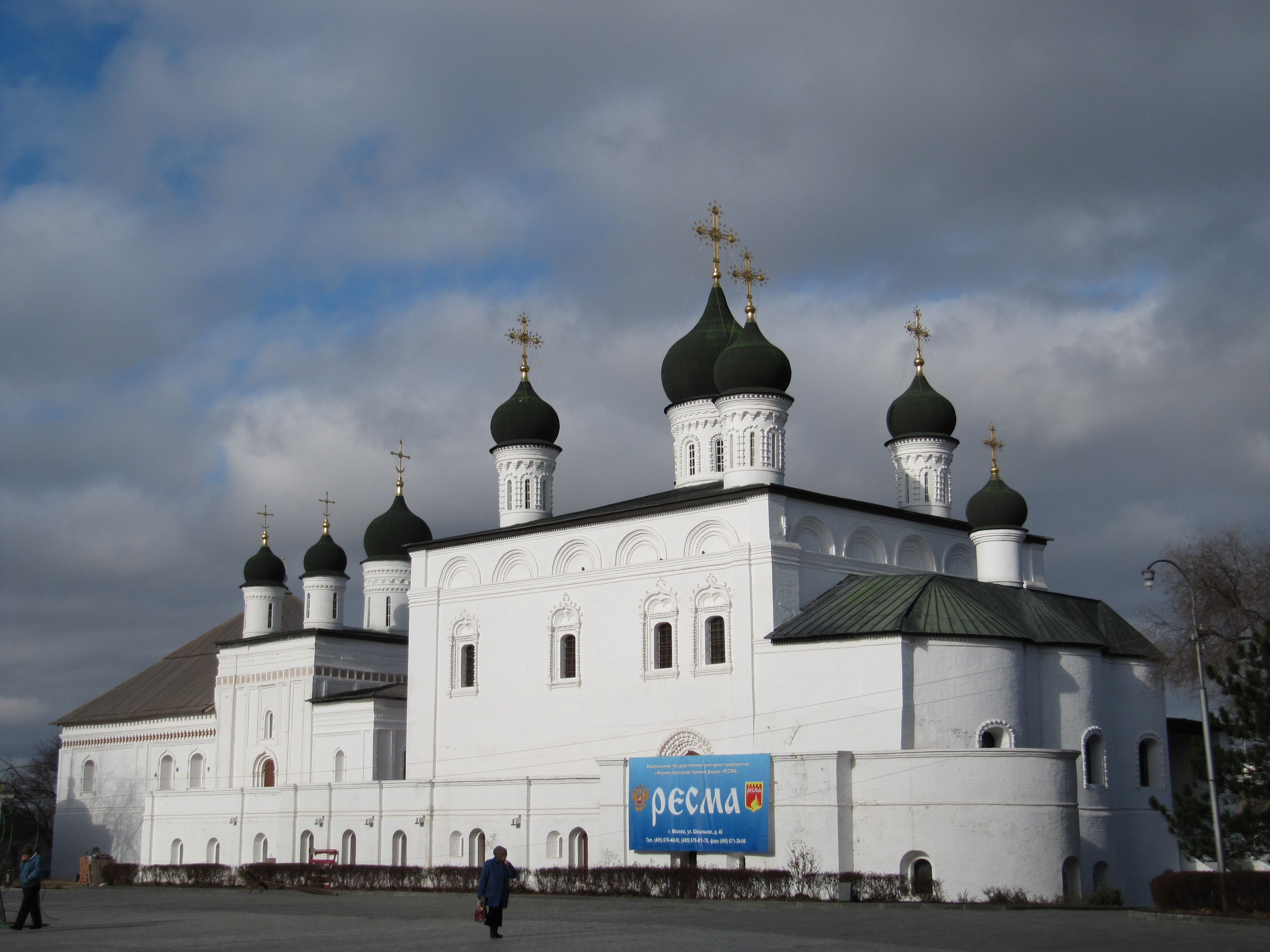
12. Троицкий собор с церквями Сретения Господня и Введения во храм Пресвятой Богородицы
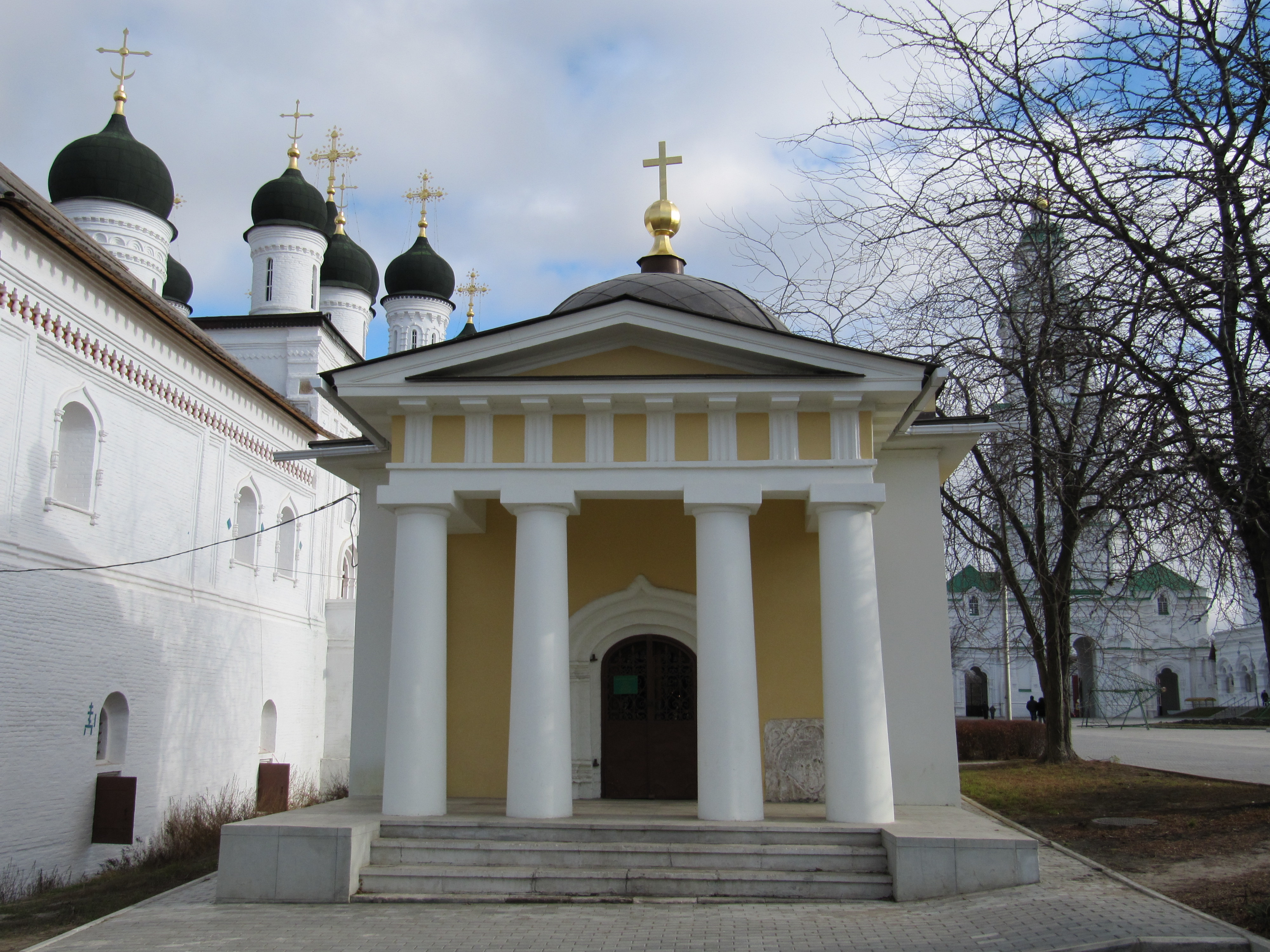
13. Кирилловская часовня
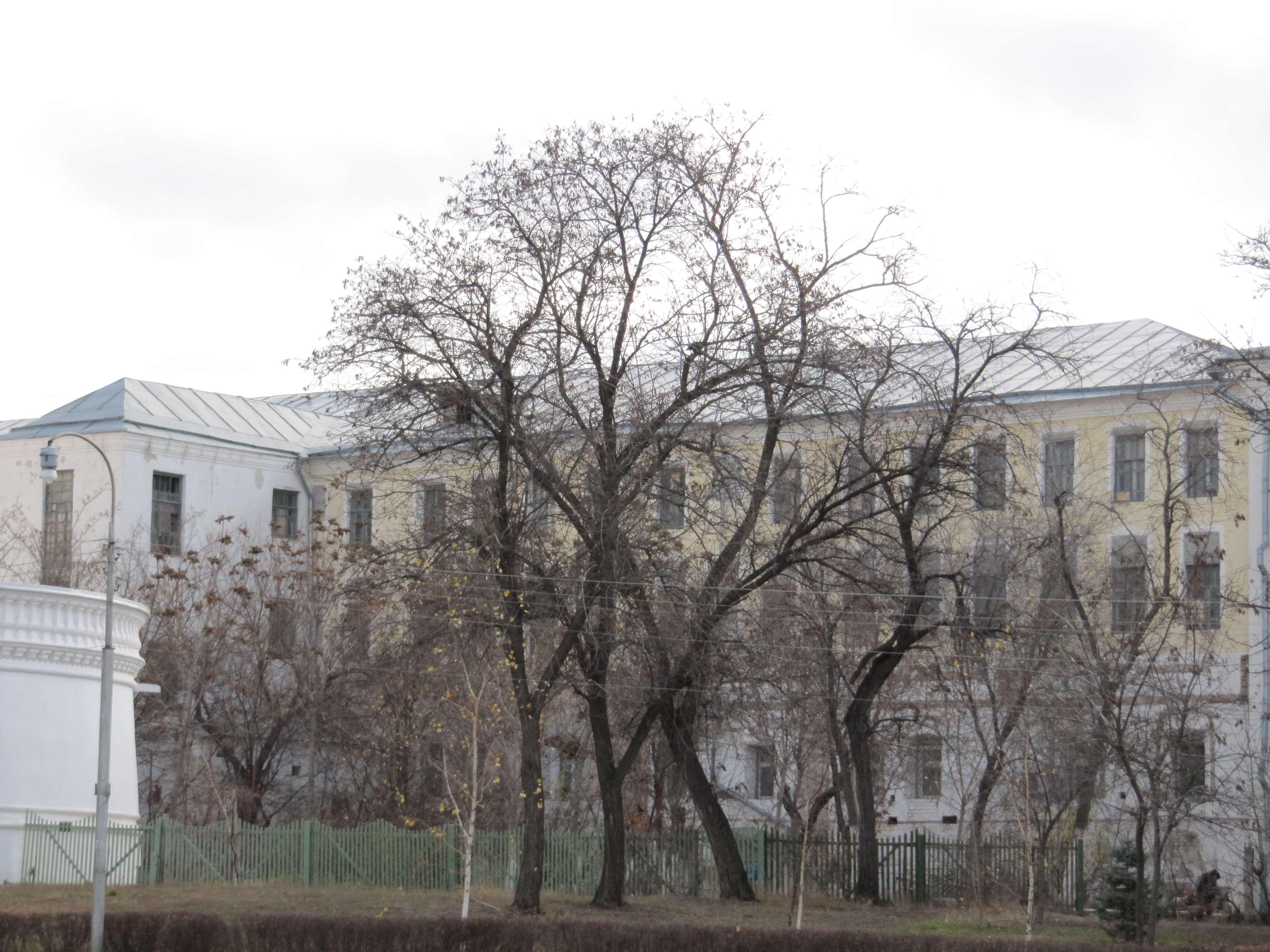
14. Архиерейские палаты с домовой церковью Спаса Всемилостивого
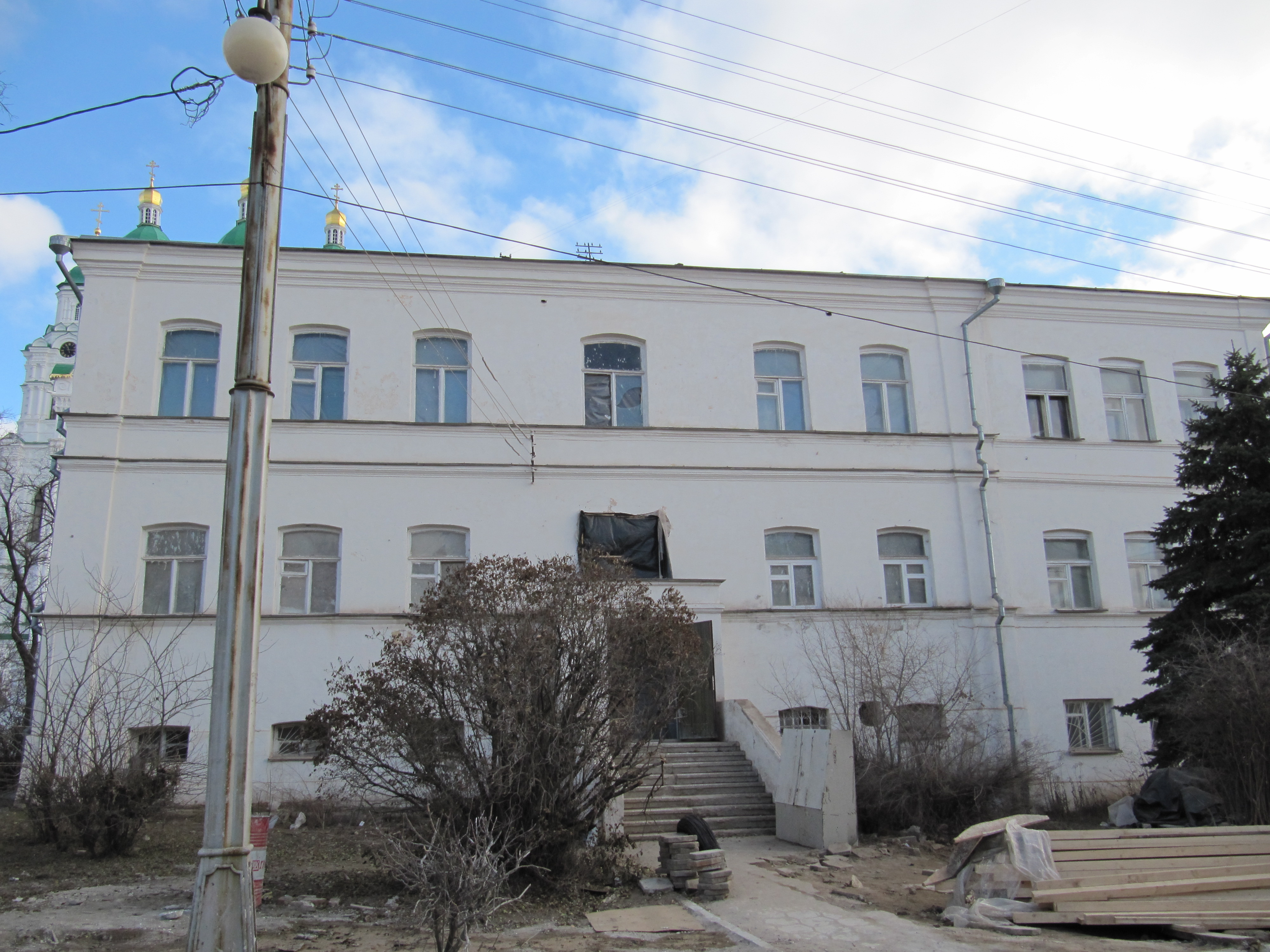
15. Астраханский Судный духовный приказ
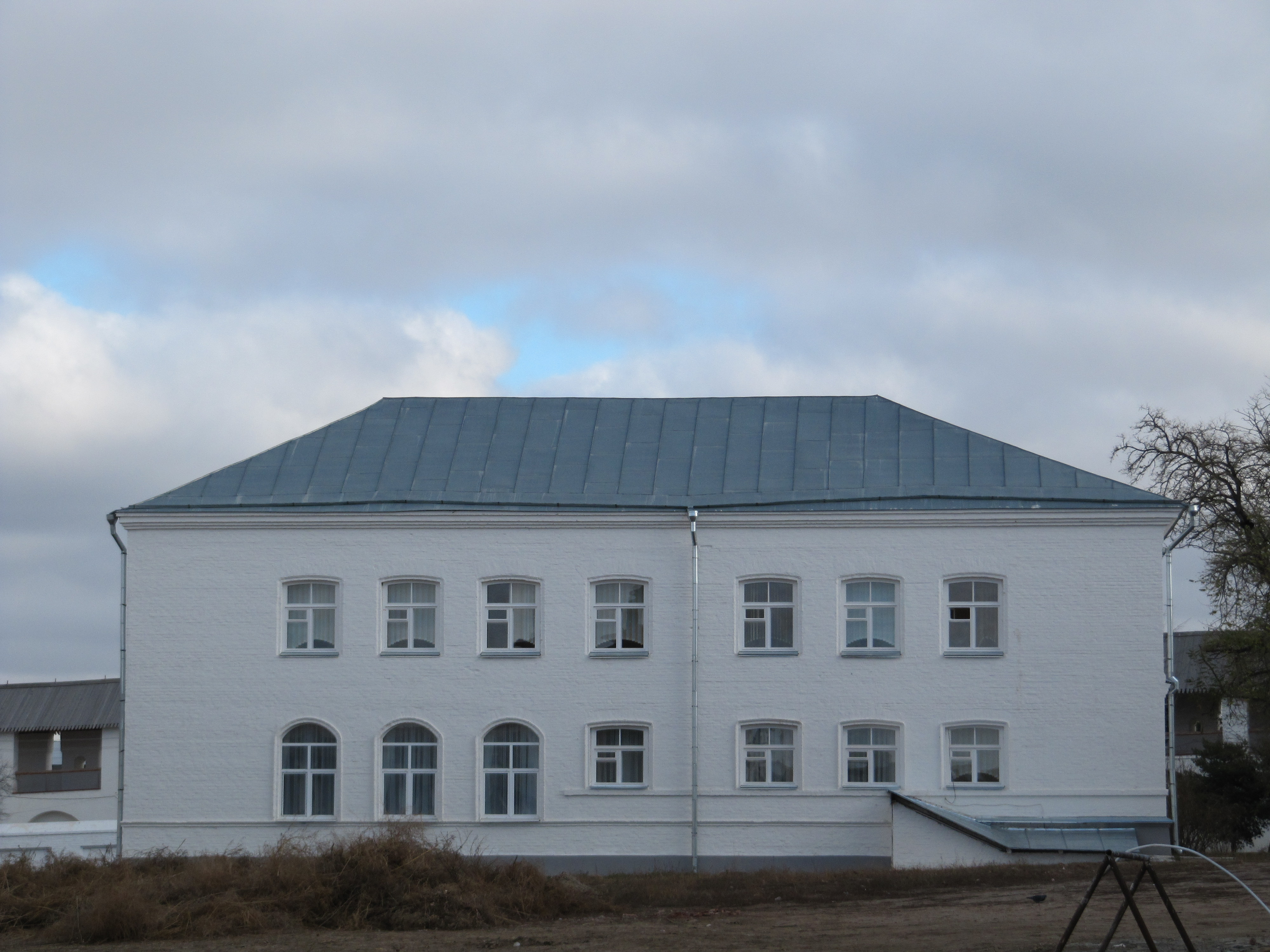
16. Дом старшего соборного духовенства
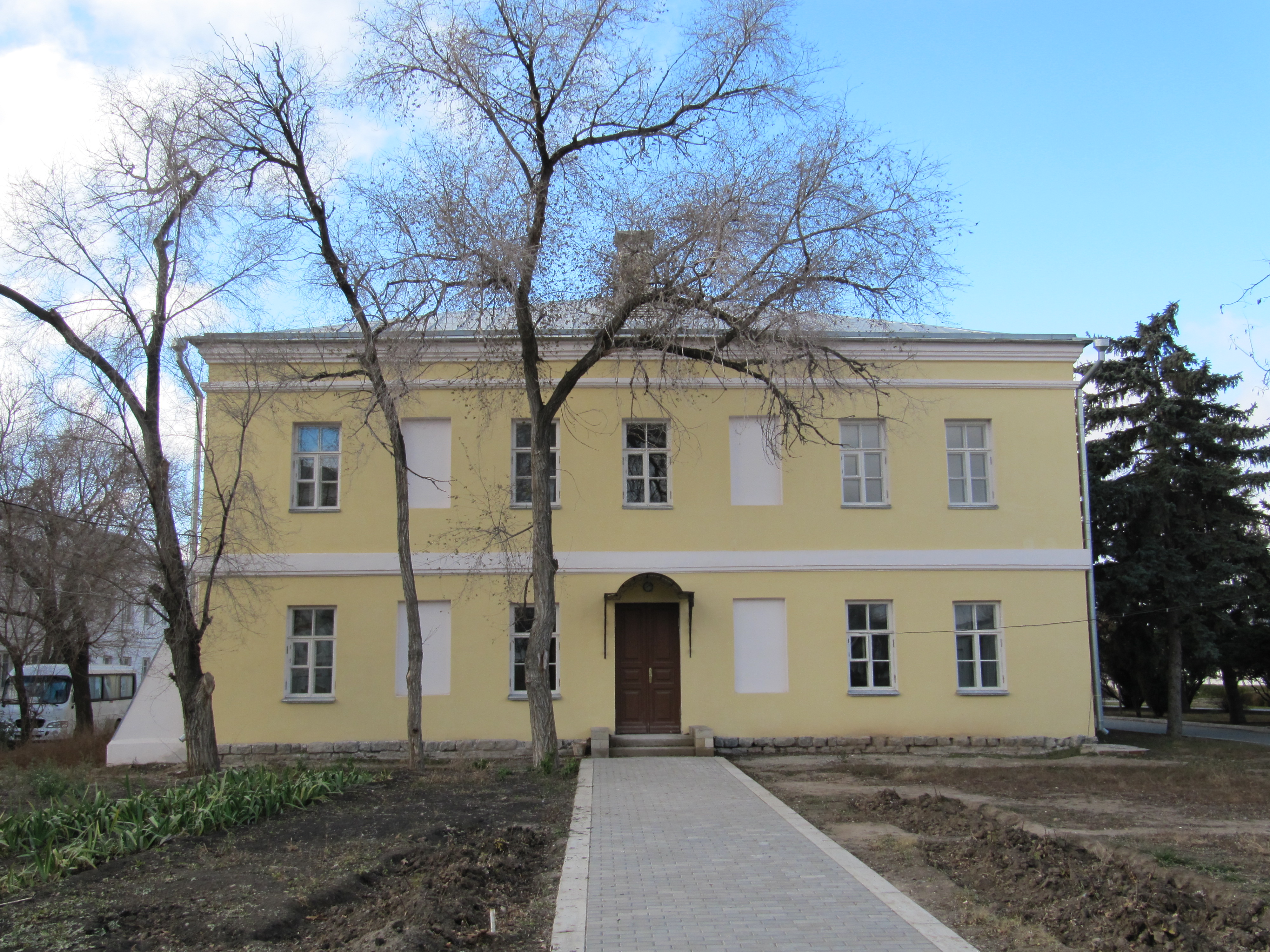
17. Офицерские светлицы (штаб и обер-офицерский дом)
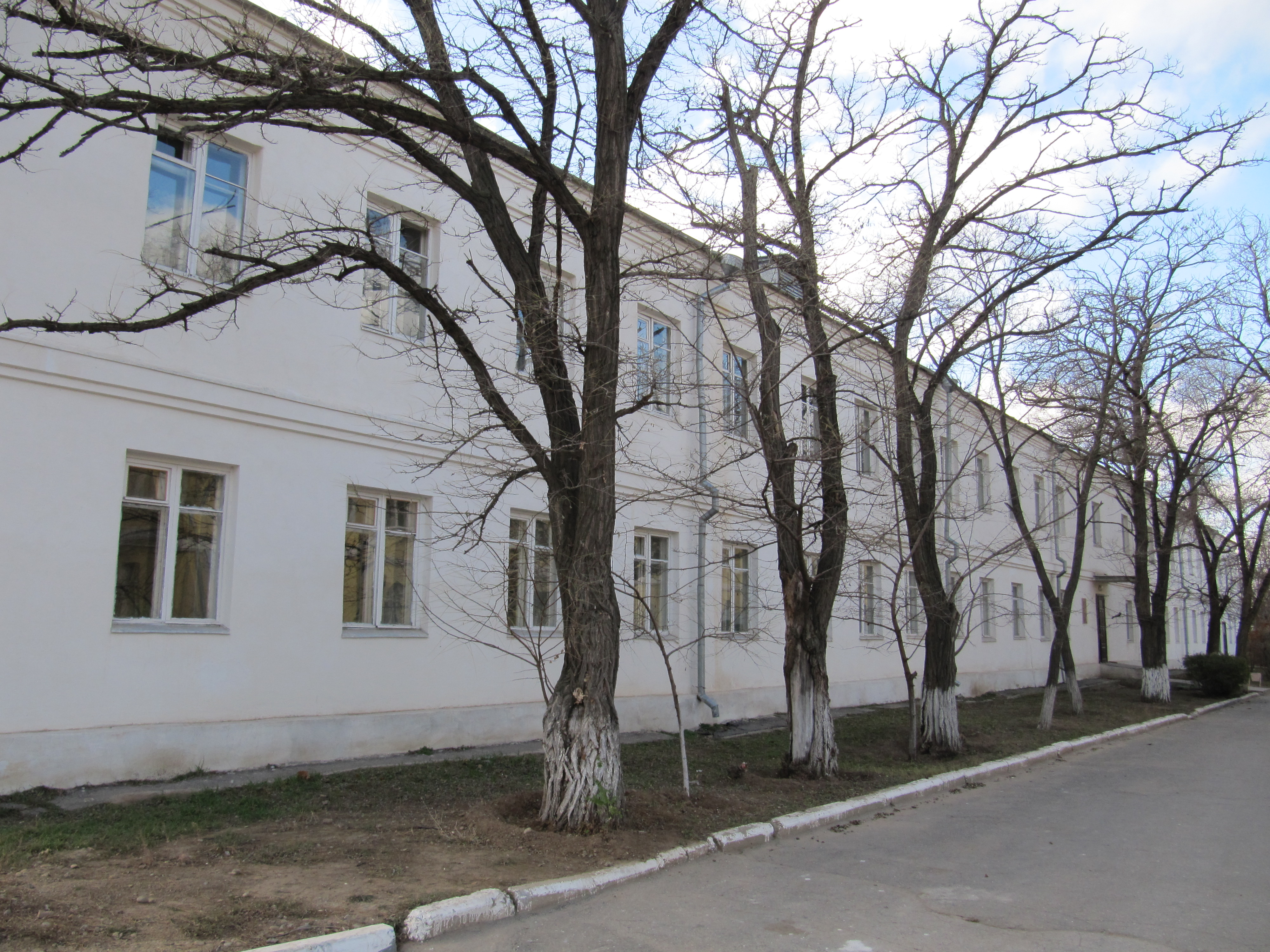
18. Солдатские казармы
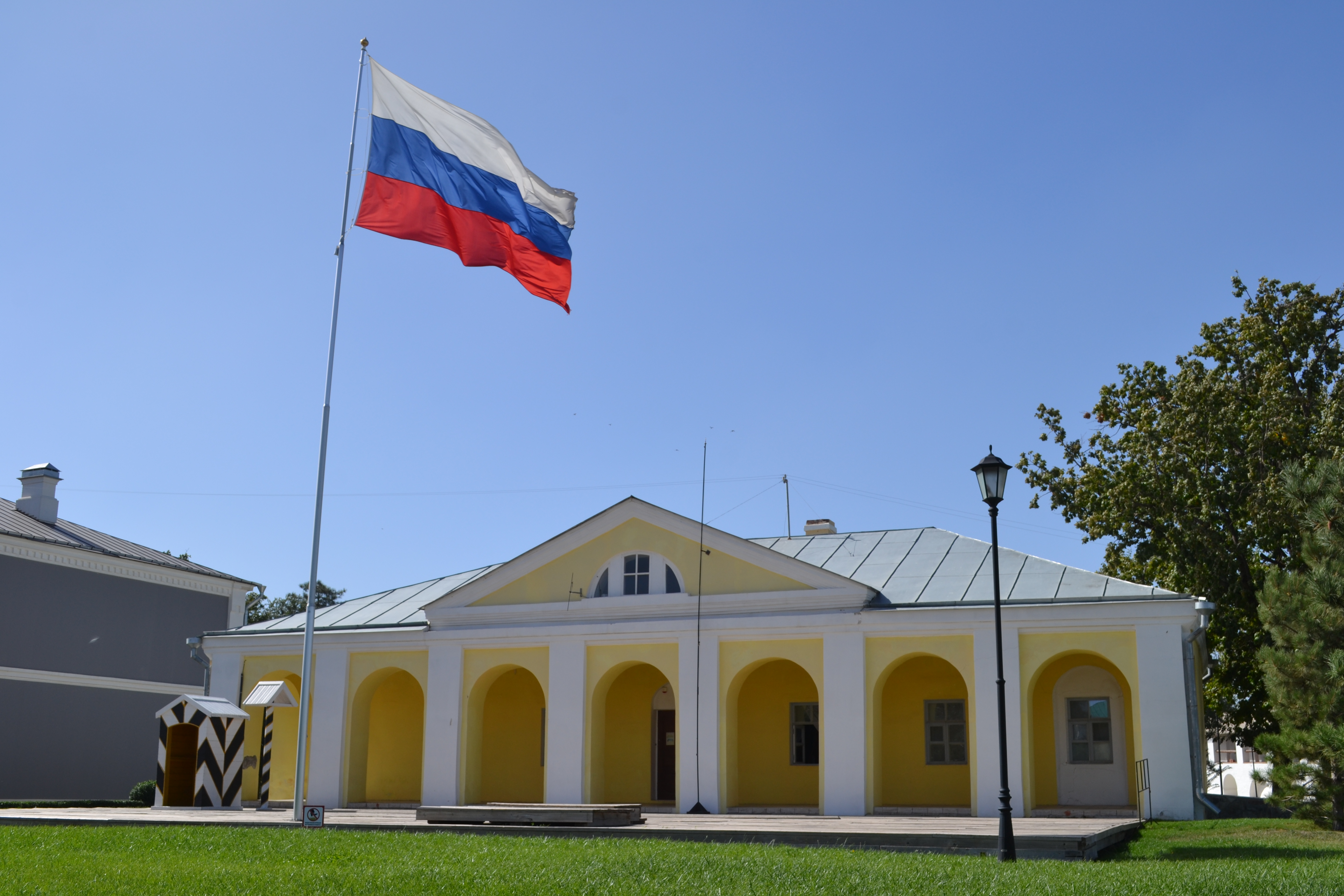
19. Гауптвахта
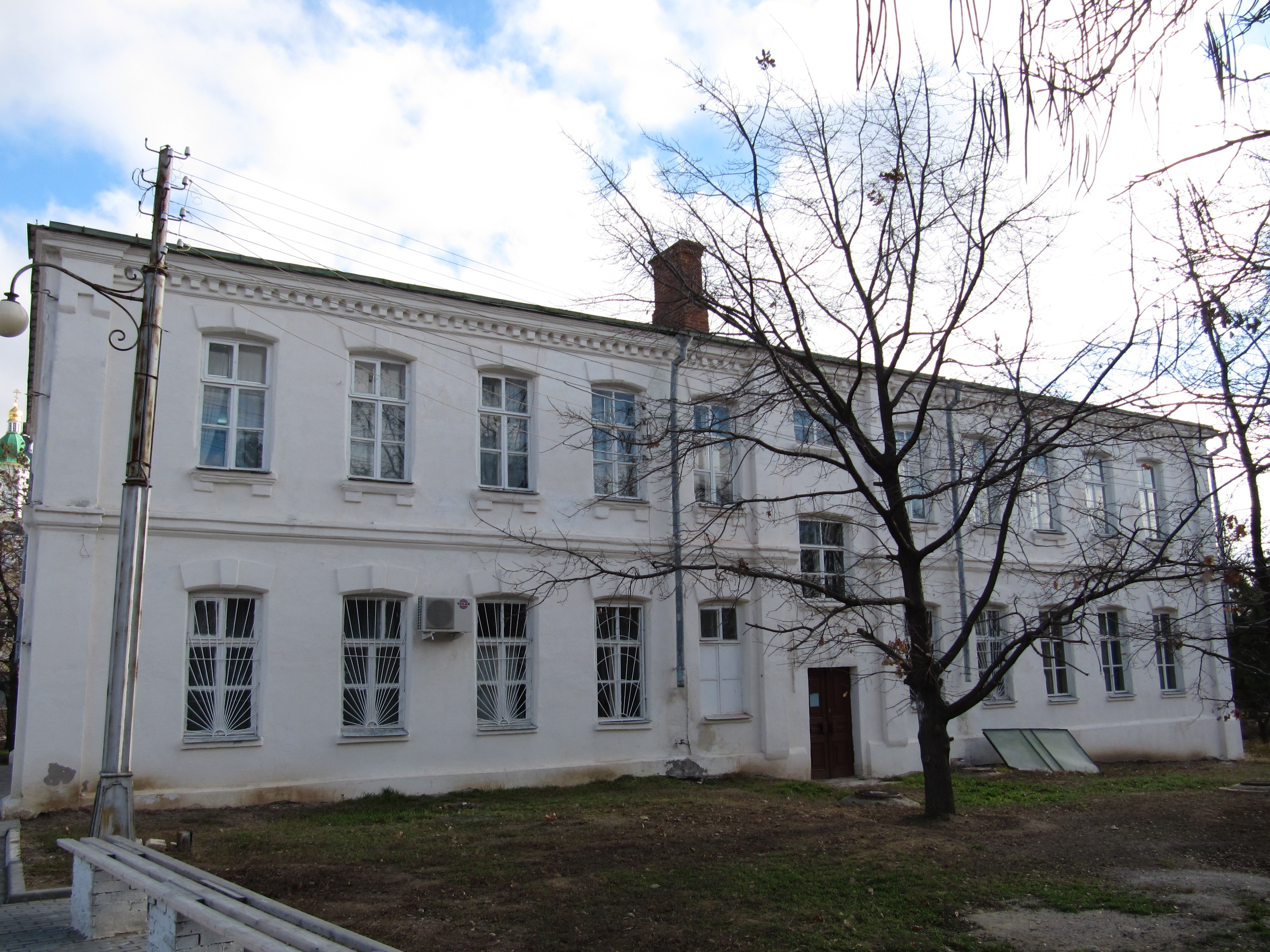
20. Административный корпус (дом воинского начальника)
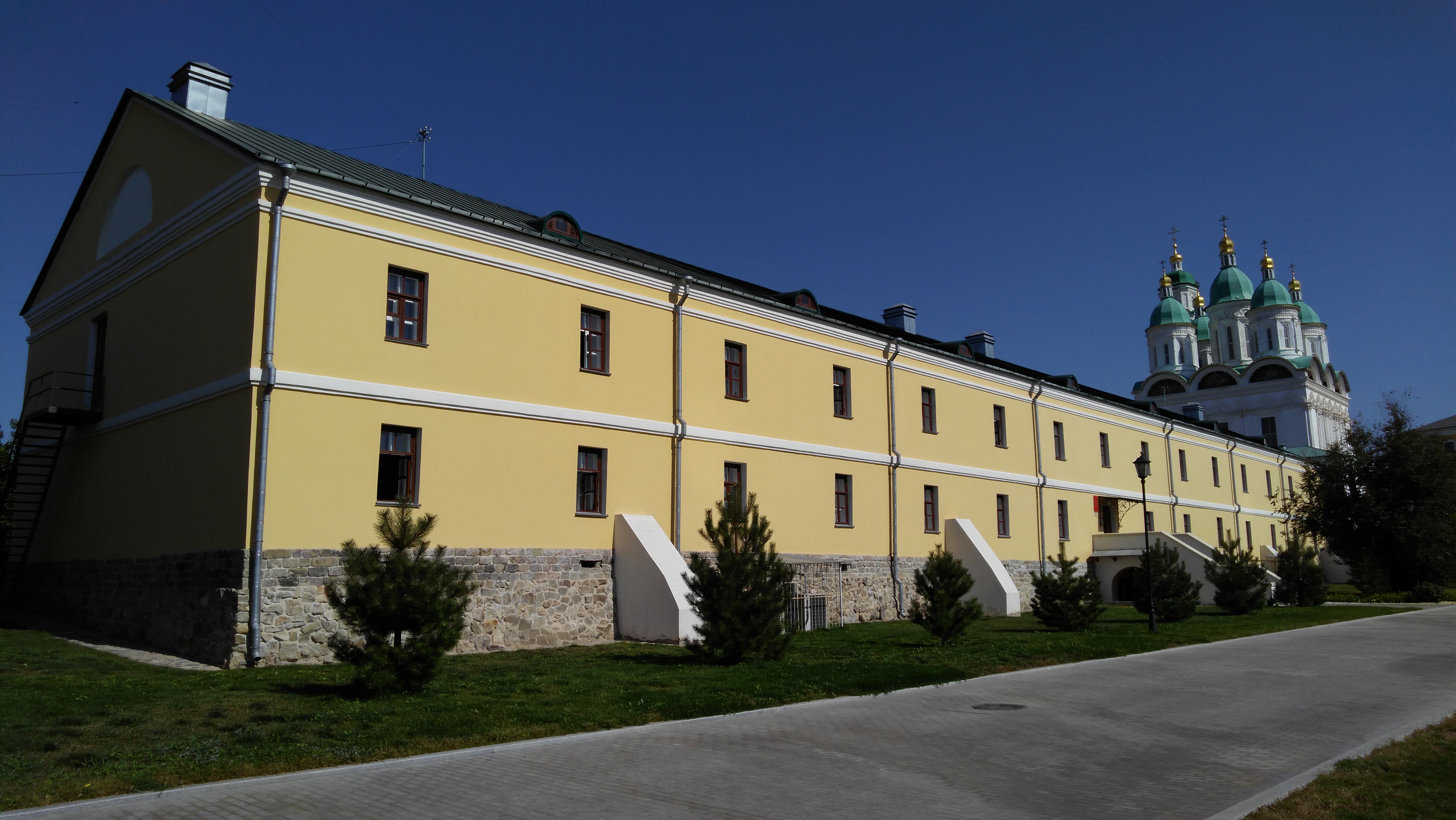
21. Солдатская казарма
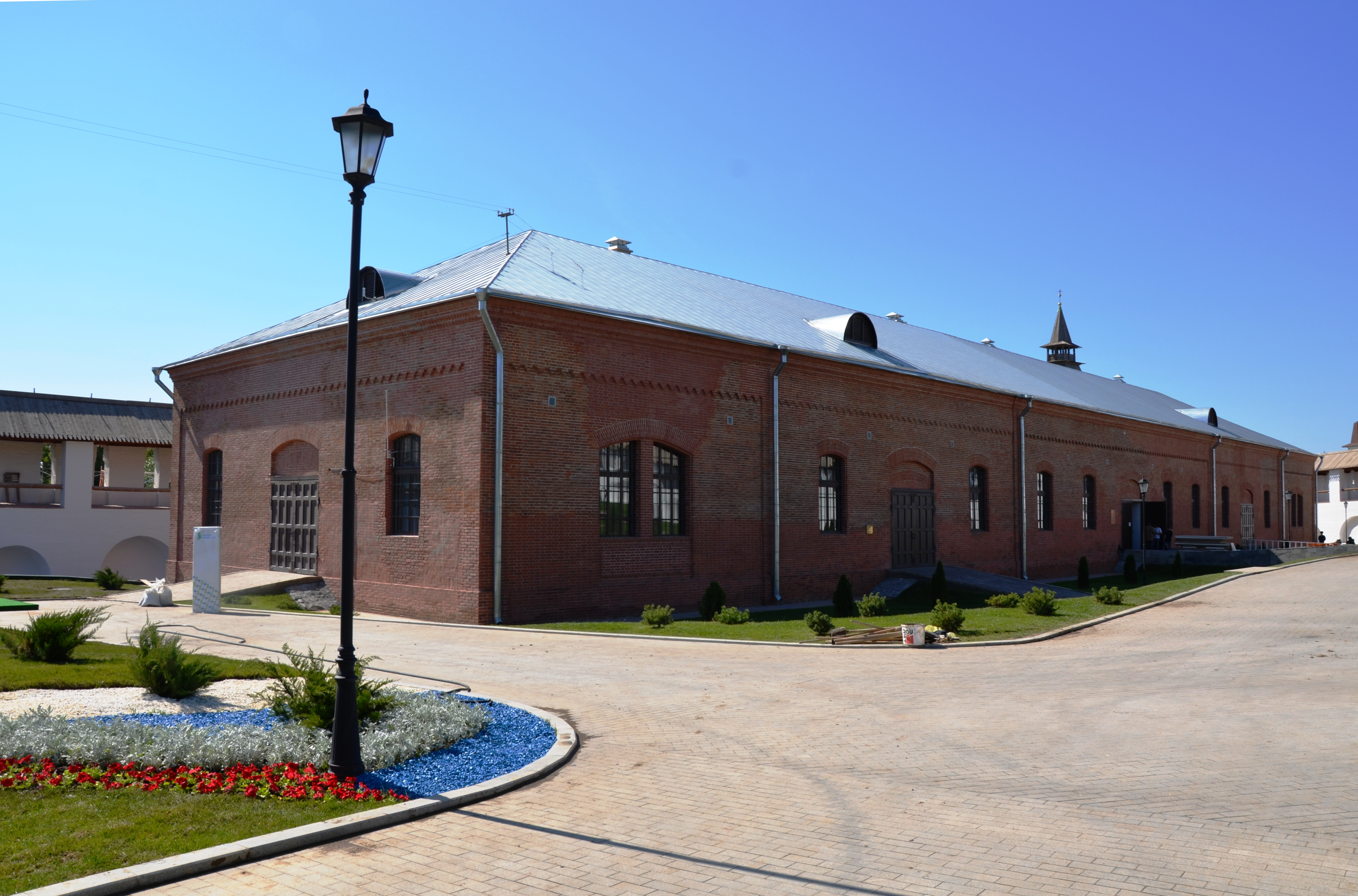
22. Цейхгауз
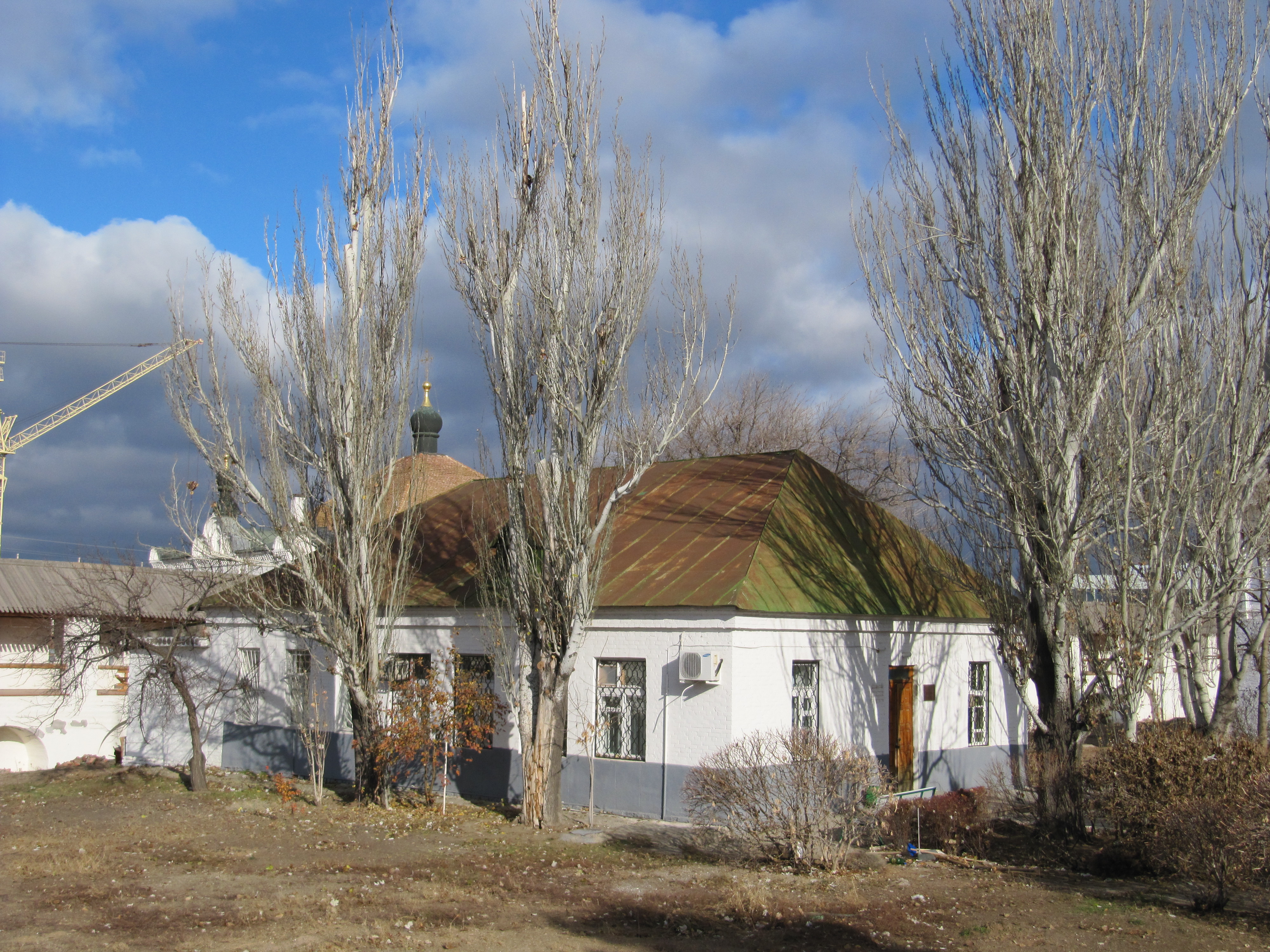
24. Домик реставраторов